# Канова-Сан Цено (Леко)
Канова-Сан Цено је насеље у Италији у округу Леко, региону Ломбардија.
Према процени из 2011. у насељу је живело 4915 становника. Насеље се налази на надморској висини од 284 м.